# Кавагути, Юко
Ю́ко Кавагу́ти (яп. 川口悠子 Кавагути Ю:ко, 20 ноября 1981, Фунабаси, Тиба, Япония) — японская и российская фигуристка, выступавшая в парном фигурном катании. С партнером Александром Смирновым — чемпионы Европы 2010 и 2015 годов, серебряные призёры (2009, 2011), бронзовые призёры (2008) чемпионатов Европы, бронзовые призёры чемпионатов мира (2009, 2010), серебряные призёры командного чемпионата мира 2015 года, трёхкратные чемпионы России (2008—2010). 
Заслуженный мастер спорта России. Спортивный судья всероссийской категории (2023).

## Биография
Юко Кавагути родилась 20 ноября 1981 года в Фунабаси, префектура Тиба.
В 1999 году Кавагути переехала в США, а затем, в 2002 году, в Россию. В 2008 году подала прошение о принятии российского гражданства, которое в том же году было удовлетворено. Проживает в Санкт-Петербурге, где приобрела однокомнатную квартиру. Окончила Санкт-Петербургский государственный университет, факультет международных отношений. В 2013 году получила второе высшее образование в Санкт-Петербургском государственном морском техническом университете по специальности «Экономика и управление на предприятии машиностроения». Отец — бизнесмен, мать — преподаватель английского языка.
В 2010 году петербургские садоводы назвали в честь Юко Кавагути новый сорт японского ириса.

### Карьера

#### Выступления в одиночном катании
На коньках катается с пяти–шести лет. До 1999 года выступала за Японию в одиночном катании. Была бронзовым призёром чемпионата Японии среди юниоров в 1998 году, а в 1999 выиграла один из этапов Гран-при среди юниоров.
Увидев на Олимпиаде в Нагано выступление Елены Бережной и Антона Сихарулидзе, Кавагути решила, что хочет научиться кататься, как они, и отправила факс Тамаре Москвиной, что хочет тренироваться у неё. Москвина разрешила ей приехать в США, где в то время занимались её подопечные, и дала Кавагути несколько уроков.

#### Выступления за Японию
В 1999 году Кавагути окончательно перебралась в Соединённые Штаты и стала тренироваться у Игоря Борисовича Москвина, выступая в паре с Александром Маркунцовым. Пара соревновалась за Японию. Они стали двукратными чемпионами Японии (почти при полном отсутствии конкуренции — кроме них, в чемпионатах 2002 и 2003 годов участвовала ещё только одна японская спортивная пара). Кроме того, в 2001 году они стали серебряными призёрами чемпионата мира среди юниоров. Таким образом, Кавагути — первая японка в истории, получившая медаль ИСУ в парном катании. В дальнейшем, из-за отсутствия дальнейших спортивных перспектив и невозможности оформить Маркунцову японское гражданство, пара распалась.

#### Выступления за США
Новым партнером Кавагути стал Джошуа Мартин. Призёр трёх последних чемпионатов США приехал тренироваться в Санкт-Петербург, куда после Олимпиады 2002 года вернулась Москвина с учениками. Однако менее чем через месяц он, торопясь на тренировку в «Юбилейный», попал под машину. Врачи запретили Мартину вставать на коньки минимум полгода, и Кавагути вновь осталась без партнера.
Тамара Москвина пригласила из США нового партнера для Кавагути — Дэвина Патрика. Эта пара просуществовала два сезона, выступая за США. На чемпионате США в 2006 году стала 15-й и распалась. Кроме не очень хороших спортивных перспектив, на распад пары повлияло и то, что Патрик не смог приспособиться к жизни в России, а Кавагути хотела тренироваться только у Москвиной.

#### Выступления за Россию
Весной 2006 года Николай Великов предложил Кавагути попробовать покататься с Александром Смирновым, который тоже остался без партнерши. У них сразу стало многое получаться. Они перешли к Москвиной — такое желание высказала Кавагути. В том же году они произвели сенсацию, став третьими на турнире «Cup of Russia».
Чемпионат России и чемпионат Европы 2007 года Кавагути и Смирнов пропустили из-за травмы Кавагути — она сломала ногу на тренировке. На чемпионате мира того же года они были девятыми.
В 2008 году пара выиграла чемпионат России, стала третьей в Европе и четвёртой в мире. Начиная с этого сезона дуэт включает в свои программы выброс сальхов в четыре оборота, однако чисто выполнить его удаётся им не всегда.
В сезоне 2008—2009 пара выиграла турнир «Skate Canada», стала второй на этапе «Cup of Russia» и второй раз в карьере прошла квалификацию в финал Гран-при, где опять стала пятой.
На чемпионате России 2009 года Кавагути и Смирнов защитили свой титул чемпионов страны. На чемпионате Европы они завоевали серебряную медаль. На чемпионате мира были вторыми после короткой программы, уступая Алёне Савченко и Робину Шолковы, но в произвольной Кавагути упала с четверного выброса, и они проиграли китайской паре Дань Чжан и Хао Чжан в борьбе за серебряные медали всего 0,13 баллов — стали третьими. Это их первая медаль мирового первенства. В 2010 году Кавагути и Смирнов стали победителями чемпионата Европы в Таллине, опередив Савченко и Шолковы на 1,43 балла. На Олимпиаде в Ванкувере они были третьими после исполнения короткой программы, но допустили ряд серьезных ошибок в произвольной и в итоге стали четвёртыми. На чемпионате мира пара повторила свой прошлогодний результат и вновь завоевала бронзовые медали.
В апреле 2010 года Кавагути перенесла операцию на плече. И, хотя восстановление прошло успешно, было решено сняться с одного из этапов Гран-при в Канаде. Пара выступила в Москве на Cup of Russia, где лидировала после короткой программы и выиграла соревнование, на 17 баллов опередив обладателей второго места. Несмотря на победу в России, имея всего одно участие в серии Гран-при в сезоне, Кавагути и Смирнов не смогли отобраться в Финал, проходивший в Пекине. На чемпионате России, из-за ошибки в исполнении параллельного прыжка, пара шла второй после короткой программы и сохранила ту же позицию в произвольной и в итоговом протоколе. На первенстве Европы 2011 года завоевали «серебро», при этом выиграв у победителей, немцев Савченко и Шолковы, произвольную программу.
Чемпионат мира 2011 изначально должен был пройти в марте в Токио, но из-за разрушительного цунами, вызванного землетрясением, было принято решение перенести мероприятие на конец апреля в Москву. Короткую программу пара катала последней из 22 дуэтов и не обошлась без погрешностей: падение Смирнова на дорожке шагов оставило россиян на промежуточном 5-м месте. Произвольную программу Кавагути и Смирнов исполнили с единственной ошибкой — падением на выбросе — и заработали 124.82 балла. В итоге пара финишировала на 4-м месте.
В сезоне 2011—2012 пара Кавагути/Смирнов получила возможность принять участие сразу в трех этапах серии Гран-при. Первое соревнование в Китае они достаточно легко выиграли, по ходу турнира лидировав и в короткой, и произвольной и финишировав со счетом 186.74. В японском Саппоро на NHK Trophy в короткой программе Кавагути упала с недокрученного тройного тулупа, и вместе с понижениями уровня исполнения других элементов пара опусктилась на промежуточное 5-е место. Тем не менее, Кавагути и Смирнов в произвольной программе финишировали первыми, опередив действующих чемпионов мира Савченко и Шолковы. Победа в Японии позволила Кавагути и Смирнову квалифицироваться в финал Гран-при. На Кубке России пара завоевала серебро, получив 197,84 балла за обе программы. Эта медаль стала для них 6-й подряд на российском этапе. В финале серии российская пара шла 4-й после короткой программы, а в произвольной отыгралась на одну позицию и выиграла бронзу. Это их единственная медаль, завоеванная в финалах серии Гран-при.
20 декабря 2011 года Тамара Москвина сообщила, что её подопечные пропустят чемпионат России в связи с проблемами со здоровьем партнера. В начале января следующего года Смирнов перенёс операцию по удалению аппендицита и кишечной грыжи. По этой же причине паре снялась с Чемпионата Европы, который проходил в британском Шеффилде.
Неудачное исполнение поддержки, окончившейся падением, отбросило Кавагути и Смирнова на 11-е место после короткой программы на чемпионате мира в Ницце. Не успев восстановиться должным образом после операции партнера, пара была вынуждена по ходу проката произвольной отказаться от поддержки (0 баллов за элемент), и, таким образом, осталась за пределами призовой тройки. Итоговый результат — 7-е место и 182,42 балла по сумме двух программ.
Летом 2012 года Смирнов перенёс операцию на мениске правого колена. После тестовых прокатов в августе пара решила заменить запланированную короткую программу (музыкальную партию из мюзикла «Кошки» на вальс И. Штрауса «На прекрасном голубом Дунае»).
Первым соревнованием в новом сезоне стал Кубок Китая: в отличие от более успешного прошлогоднего выступления, на этот раз российская пара уступила паре Пан Цин — Тун Цзянь. На этапе в Париже россияне выиграли короткую программу, а в произвольной финишировали вторыми, но имеющийся после первого дня запас баллов позволил им впервые стать чемпионами Trophée Eric Bompard. В финале Гран-При сезона 2012—2013 Кавагути и Смирнов выступили неудачно: хорошему выступлению помешали падение Кавагути на выбросе и ошибки обоих при исполнении параллельного тройного тулупа в короткой программе, ошибка на прыжке и понижение уровня исполнения элементов в произвольной. В итоге пара заняла последнее 6-е место.
На первенстве России практически без ошибок исполнив обе программы (единственная помарка — касание рукой льда на выбросе), Кавагути и Смирнов заняли второе место вслед за парой Волосожар/Траньков.
Прокаты на Чемпионате Европы в Загребе вышли крайне неудачными: в короткой программе паре не позволили подняться выше 5-го места падение Смирнована тройном тулупе, грубая ошибка Кавагути при приземлении выброса риттбергера и некачественное исполнение тодеса. В произвольной Смирнов сделал «бабочку» на акселе, а затем последовало падение. В итоговом протоколе они пятые, и впервые за пять выступлений не смогли выиграть медаль на континентальном первенстве.
В канадском Лондоне на чемпионате мира в произвольной программе Смирнов, заходя на поддержку, столкнулся с бортом, из-за чего выполнить элемент паре не удалось. Фигуристы также с помаркой исполнили прыжковую комбинацию и в итоге заняли шестое место.
В начале Олимпийского сезона 2013—2014 во время всероссийского Мемориала Николая Панина-Коломенкина в Санкт-Петербурге Смирнов получил травму колена - разрыв связки надколенника, потребовалась операция. Фигуристы пропустили все намеченные в сезоне соревнования, в том числе и Олимпиаду в Сочи. В апреле Кавагути и Смирнов заявили, что планируют продолжить карьеру.
Новый сезон начался для пары в Германии на Nebelhorn Trophy, где они уверенно заняли первое место с суммой баллов 195,89, в произвольной программе исполнив сложный выброс сальхов в четыре оборота. Этот же элемент удалось успешно выполнить и на Skate America. Улучшив собственные рекорды, пара выиграла соревнования, показав общую сумму в 209,16 баллов. В Японии пара выиграла серебро, но в финале Гран-при Кавагути/Смирнов заняли последнее 6-е место. На чемпионате России пара финишировала третьей, а в следующем году, в январе, во второй раз в карьере выиграла европейский чемпионат. На чемпионате мира - пятые.
Заключительным соревнованием в сезоне стал командный чемпионат мира в Японии, где команда России при участии Кавагути и Смирнова стала обладателем серебряной медали.
Сезон 2015—2016 начинается для пары с победы на турнире Мордовские узоры в Саранске. На этапе Гран-при в Китае Кавагути и Смирнов стали первой парой, исполнившей в произвольной программе два четверных выброса: сальхов и риттбергер. В итоге они победили вице-чемпионов мира, пару Суй Вэньцзин — Цун Хань, и завоевали золотую медаль. На следующем этапе Гран-при в России пара заняла второе место и это позволило им выйти в финал Гран-при. На самом финале фигуристы повторили свои прежние достижения и завоевали бронзовую медаль. На национальном чемпионате боролись за второе место и на несколько сотых превзошли соперников. В январе 2016, на тренировке Кавагути подвернула ногу, в результате чего произошёл разрыв ахиллова сухожилия. Поэтому пара была вынуждена сняться с чемпионатов Европы и мира.
Предолимпийский сезон пара начала в Словакии на Мемориале Непелы, где они заняли второе место. В конце октября российские фигуристы выступали на этапе Гран-при в Миссиссоге, где на Кубке федерации Канады заняли место в середине турнирной таблицы. На своём втором в сезоне выступлении на этапе Гран-при в Китае заняли на Кубке Китая место в середине турнирной таблицы. В конце декабря фигуристы выступили в Челябинске на чемпионате России, где заняли в упорной борьбе пятое место
22 сентября 2017 года фигуристы заявили о завершении спортивной карьеры.

### Смена гражданства
Международный союз конькобежцев допускает выступления в своих соревнованиях пар с разным гражданством «под флагом» страны одного из партнеров. Однако, по правилам МОК, участие таких пар в Олимпиадах невозможно. Таким образом, чтобы принять участие в Олимпиаде 2010 года, Кавагути надо было получить российское гражданство. При этом пришлось отказаться от японского, так как закон этой страны не допускает двойного гражданства. Кавагути неоднократно заявляла, что очень стремится выступить в Ванкувере и готова сделать этот серьёзный шаг.
23 декабря 2008 года Президент РФ Дмитрий Медведев подписал Указ № 1832 о принятии Юко Кавагути в российское гражданство. Поскольку, по правилам МОК, спортсмен беспрепятственно имеет право выступать на Олимпийских играх под флагом страны только в том случае, если он гражданин государства не менее трех лет, потребовалось получить разрешение у Олимпийского комитета Японии на выступление Кавагути в Ванкувере. 23 января 2009 года обращение за таким разрешением от имени Олимпийского комитета России было подписано Президентом ОКР Л. В. Тягачёвым и направлено в НОК Японии. 4 февраля Федерация конькобежного спорта Японии после консультации с Национальным олимпийским комитетом Японии приняла решение освободить Кавагути от обязательств перед страной и одобрить её участие в составе сборной России во всех международных соревнованиях, включая зимние Олимпийские игры.

## Награды и звания
- Благодарность Президента Российской Федерации (5 марта 2010 года) — за заслуги в развитии физической культуры и спорта, высокие спортивные достижения на Играх XXI Олимпиады 2010 года в Ванкувере[26]
- Лучший в спорте Санкт-Петербурга (Правительство Санкт-Петербурга, 2 февраля 2010 года)[27].
- Заслуженный мастер спорта России (2010 год)[28]

## Программы
(с А. Смирновым)
| Сезон     | Короткая программа | Произвольная программа |
| --------- | --- | --- |
| 2015—2016 | «I Finally Found Someone» Брайан Адамс и Барбра Стрейзанд (постановка Пётр Чернышёв)                                                                                      | Симфония «Манфред» П. И. Чайковский (постановка Пётр Чернышёв)                                                              |
| 2014—2015 | «Медитация» Жюль Массне (постановка Пётр Чернышёв) | Симфония «Манфред» П. И. Чайковский (постановка Пётр Чернышёв)                                                              |
| 2013—2014 | «Катюша» Матвей Блантер (постановка Пётр Чернышёв) | Симфония «Манфред» П. И. Чайковский (постановка Пётр Чернышёв)                                                              |
| 2012—2013 | «На прекрасном голубом Дунае» Иоганн Штраус (сын) | «Февраль» Леонид Левашкевич                                                                                                 |
| 2011—2012 | «All Alone» Джо Сатриани (постановка Пётр Чернышёв) | «Clair de Lune» Клод Дебюсси, в исполнении The APM Orchestra (постановка Пётр Чернышёв)                                     |
| 2010—2011 | «Так говорил Заратустра» Рихард Штраусс в исполнении Берлинского филармонического оркестра под рук. Герберта фон Караяна (постановка Игорь Бобрин и Наталья Бестемьянова) | «Clair de Lune» Клод Дебюсси, в исполнении The APM Orchestra (постановка Пётр Чернышёв)                                     |
| 2009—2010 | «Лебедь» Камиль Сен-Санс (постановка Татьяна Дручинина) | «Сентиментальный вальс» П. И. Чайковский и «На прекрасном голубом Дунае» Иоганн Штраус (сын) (постановка Татьяна Дручинина) |
| 2008—2009 | «Лебедь» Камиль Сен-Санс (постановка Пётр Чернышёв) | Музыка из оперы «Паяцы» Руджеро Леонкавалло (постановка Игорь Бобрин)                                                       |
| 2007—2008 | Интродукция и Рондо каприччиозо для скрипки с оркестром Камиль Сен-Санс                                                                                                   | Саундтрек к фильму «История любви» Франсис Ле                                                                               |
| 2006—2007 | Интродукция и Рондо каприччиозо для скрипки с оркестром Камиль Сен-Санс                                                                                                   | Piano Concerto Камиль Сен-Санс Бразильская Бахиана Эйтор Вилла-Лобос и саундтрек к фильму «Ван Хельсинг» Алан Сильвестри    |

## Спортивные достижения

### Результаты за Россию
(с А. Смирновым)
| Соревнования                    | 2006—2007 | 2007—2008 | 2008—2009 | 2009—2010 | 2010—2011 | 2011—2012 | 2012—2013 | 2014—2015 | 2015—2016 | 2016—2017 |
| ------------------------------- | --------- | --------- | --------- | --------- | --------- | --------- | --------- | --------- | --------- | --------- |
| Зимние Олимпийские игры         |           |           |           | 4         |           |           |           |           |           |           |
| Чемпионаты мира                 | 9         | 4         | 3         | 3         | 4         | 7         | 6         | 5         |           |           |
| Чемпионаты Европы               |           | 3         | 2         | 1         | 2         |           | 5         | 1         |           |           |
| Чемпионаты России               |           | 1         | 1         | 1         | 2         |           | 2         | 3         | 2         | 5         |
| Финалы Гран-при                 |           | 5         | 5         | 5         |           | 3         | 6         | 6         | 3         |           |
| Этапы Гран-при: Cup of China    |           |           |           |           |           | 1         | 2         |           | 1         | 6         |
| Этапы Гран-при: Skate America   |           |           |           |           |           |           |           | 1         |           |           |
| Этапы Гран-при: NHK Trophy      |           |           |           | 2         |           | 1         |           | 2         |           |           |
| Этапы Гран-при: Cup of Russia   | 3         | 3         | 2         | 2         | 1         | 2         |           |           | 2         |           |
| Этапы Гран-при: Skate Canada    |           | 3         | 1         |           |           |           |           |           |           | 5         |
| Этапы Гран-при: Trophée Bompard |           |           |           |           |           |           | 1         |           |           |           |
| Небелхорн Трофи                 |           |           |           |           |           |           |           | 1         |           |           |
| Командные чемпионаты мира       |           |           | 2/5*      |           |           |           |           | 2         |           |           |
| Международный кубок Ниццы       | 1         | 1         | 1         |           |           |           |           |           |           |           |
| Мордовские узоры                |           |           |           |           |           |           |           |           | 1         |           |
| Мемориал Непелы                 |           |           |           |           |           |           |           |           |           | 2         |

- * — место в личном зачете/командное место (с 2015 года личный зачёт не проводится).

### Результаты за Японию/США
(с Д. Патриком)
| Соревнования          | 2004—2005 | 2005—2006 |
| --------------------- | --------- | --------- |
| Чемпионат США         |           | 15        |
| Чемпионат Японии      | 1         |           |
| Midwestern Sectionals |           | 2         |

### Результаты за Японию
(с А. Маркунцовым)
| Соревнования                    | 2000—2001 | 2001—2002 | 2002—2003 |
| ------------------------------- | --------- | --------- | --------- |
| Чемпионаты мира                 | 15        | 13        | 14        |
| Чемпионаты четырёх континентов  | 8         | 9         | 7         |
| Чемпионаты мира среди юниоров   | 2         |           |           |
| Чемпионаты Японии               |           | 1         | 1         |
| Чемпионаты Японии среди юниоров | 1         |           |           |
| Этапы Гран-при: NHK Trophy      |           |           | 5         |
| Этапы Гран-при: Skate America   |           | 6         | 5         |
| Этапы Гран-при: Trophee Lalique |           | 6         |           |

### Результаты в одиночном катании
| Соревнования                          | 1997—1998 | 1998—1999 |
| ------------------------------------- | --------- | --------- |
| Чемпионат Японии среди юниоров        | 3         |           |
| Этап Гран-при среди юниоров в Мексике |           | 1         |
| Этап Гран-при среди юниоров в Венгрии |           | 8         |

## Личная жизнь и увлечения
В свободное от тренировок время ей нравится читать: читает и на японском, и на русском, и на английском. Вечерами читает современную литературу: то, что сейчас популярно в Японии. Любит собирать пазлы, готовить и вязать. Ещё любит танцы и горные лыжи, а также посещать русские музеи и балет. Часто ходит в театр. Была влюблена в японца, близкого к фигурному катанию, воспринимая своего партнёра Александра Смирнова "только как товарища". Владеет, кроме японского, русским и английским языками.